# Modellbau heute
Die Modellbau heute, kurz mbh, war eine Monatszeitschrift der GST, die sich mit allen Facetten des Modellbaus beschäftigte. Die erste Ausgabe erschien im Januar 1970, die letzte Ausgabe im September 1993. Herausgeber war der Militärverlag der DDR.
Das Anliegen der Zeitschrift war, monatlich Baupläne von Schiff-, Auto- und Flugmodellen in Form detaillierter technischer Zeichnungen und Montagetips zu publizieren. Neben Hobby-Bastlern und Modellbaufreunden waren auch Schüler-Arbeitsgemeinschaften und Lehrlinge als Adressaten gedacht. Der Modellbau wurde in der Öffentlichkeit als sinnvolle Freizeitbeschäftigung und Vorbereitung auf den Beruf oder Militärdienst gewertet.
Zum redaktionellen Teil gehörte stets ein Bericht über GST-Modellbauer, Veranstaltungen, sowie Rückschauen auf internationale Wettbewerbe.
Eine weitere Rubrik widmete sich dem Thema Modellbau-Elektronik. Literaturempfehlungen, Tipps und Tricks zum Eigenbau und Umgang mit Miniaturwerkzeugen sowie Bezugsquellen für Materialien (z. B. elektronische Bauteile, Klebstoffe und Gießharze) ergänzten den Praxisteil. Tauschangebote, Inserate und eingesandte Bilder von Modellbauern wurden auf den letzten Seiten veröffentlicht.

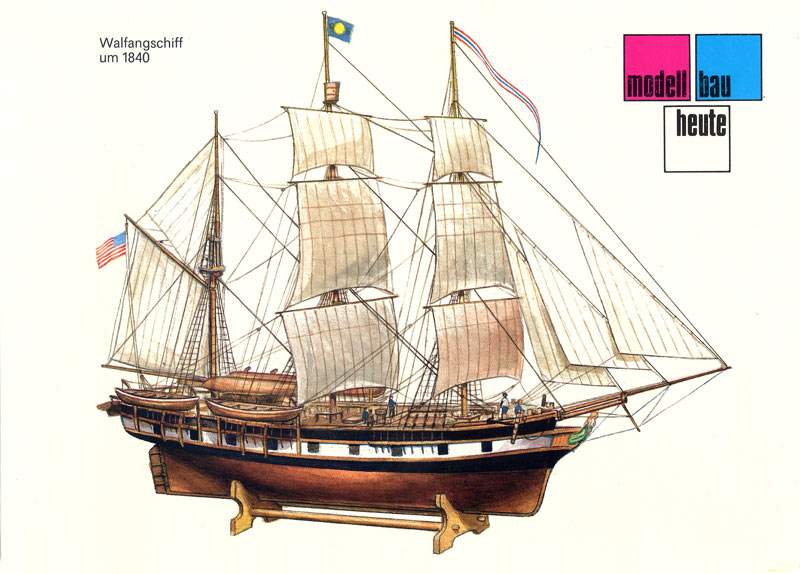
Rücktitel der Modellbau heute 3/88. Illustration zum Artikel über Amerikanische Segelwalfänger von Georg Seyler

Von hoher Qualität waren Titelbild, die beigefügten Grafiken, Zeichnungen und Modellfotos. Auf der Rückseite wurden als Sammelangebot Bilder von Schiffen, Fahrzeugen und Militärflugzeugen mit den jeweils gültigen Hoheitszeichen reproduziert, ein meist ausführlicher Heftartikel erläuterte geschichtliche Daten.